# Gaius Oppius
Gaius Oppius war ein römischer Ritter (1. Jahrhundert v. Chr.) und ein Vertrauter Gaius Iulius Caesars sowie Octavians.

## Leben und Wirken
Gaius Oppius entstammte einer alten ritterlichen Familie. Über seine Tätigkeiten in seinen jüngeren Jahren ist nichts bekannt. Zu Caesars Gefolge stieß er entweder bereits während dessen Propraetur in Spanien (61 v. Chr.) oder aber spätestens zu Beginn des Gallischen Krieges (58 v. Chr.). Hierbei fungierte Oppius als Leiter des Nachrichtendienstes.
54 v. Chr. verließ er Gallien (Provinz Gallia cisalpina) wohl aufgrund seiner angeschlagenen Gesundheit und kehrte als bevollmächtigter Geschäftsführer Caesars nach Rom zurück. Zusammen mit Lucius Cornelius Balbus, Aulus Hirtius und Gaius Vibius Pansa Caetronianus erledigte er die politischen Geschäfte sowie die Korrespondenz des Prokonsuls.
Nach Ausbruch des Bürgerkrieges gegen Pompeius war Oppius gemeinsam mit Balbus der einflussreichste Vermittler zwischen den einstigen Triumvirn, was durch die reichhaltige Korrespondenz Ciceros belegt ist. Besonders Oppius und Balbus fungierten dabei auch als Stellvertreter Caesars in dessen Abwesenheit, obwohl sie zu dieser Zeit nicht einmal dem Senatorenstand angehörten. Aus Ciceros Briefen geht hervor, dass ihre Entscheidungen immer die Billigung Caesars erfuhren.
Nach Caesars Ermordung trat Oppius in den persönlichen Dienst von dessen Erben und Adoptivsohn Octavian. Schnell wurde Oppius einer der wichtigsten Ratgeber des noch jungen Caesar Octavian. Es ist ungeklärt, ob er bereits kurze Zeit später oder erst um 30 v. Chr. gestorben ist.
Ein weiterer Ratgeber des Augustus in dieser Zeit war Lucius Cornelius Balbus Maior.

## Werk
Oppius verfasste Plutarch (Pomp. 10,4; Caes. 17) zufolge eine Schrift über Caesar, die nicht überliefert ist. Gemäß der Ars Grammatica des Flavius Sosipater Charisius war Oppius zudem Urheber einer biographischen Schrift über Publius Cornelius Scipio Africanus. Außerdem soll er Invektiven gegen Cassius und Kleopatra VII. geschrieben haben.
Im Gegensatz zur Angabe Suetons (Div. Iul. 56, 1) kann es hingegen als ausgeschlossen betrachtet werden, dass Oppius auch der Autor der pseudo-caesarianischen Schriften über den Bürgerkrieg, bellum Alexandrinum und bellum Africum ist. Lediglich bei der Urheberschaft des bellum Hispaniense herrscht bis heute Uneinigkeit darüber, ob sie Hirtius oder Oppius zuzuschreiben sei.